# Harmon Killebrew
Harmon Clayton Killebrew (ur. 29 czerwca 1936, zm. 17 maja 2011) – amerykański baseballista, który występował na pozycji pierwszobazowego, trzeciobazowego i lewozapolowego przez 22 sezony w Major League Baseball.
Killebrew podpisał kontrakt jako wolny agent z Washington Senators 19 czerwca 1954 roku, w którym zadebiutował cztery dni później w meczu przeciwko Chicago White Sox jako pinch runner. W 1959 po raz pierwszy wystąpił w All-Star Game. W latach 1959, 1962–1964, 1967 i 1969 zdobył najwięcej home runów w lidze, zaś w sezonach 1962, 1969, 1971 zwyciężył w klasyfikacji pod względem zaliczonych RBI. W 1969 został wybrany najbardziej wartościowym zawodnikiem.
W styczniu 1975 został zawodnikiem Kansas City Royals. Po raz ostatni zagrał 26 września 1975. W 1984 został uhonorowany członkostwem w Baseball Hall of Fame. Zmarł 17 maja 2011 w wieku 74 lat.
| Nagroda/wyróżnienie         | Lata                                                                            | Źródło |
| MVP American League         | 1969                                                                            | [ 4 ]  |
| 13× All-Star                | 1959¹, 1959², 1961¹, 1961², 1963, 1964, 1965 1966, 1967, 1968, 1969, 1970, 1971 | [ 2 ]  |
| Lou Gehrig Memorial Award   | 1971                                                                            | [ 7 ]  |
| Baseball Hall of Fame       | od 1984                                                                         | [ 5 ]  |
| # 3 zastrzeżony przez Twins | 1975                                                                            | [ 8 ]  |